# Tattica (singolo)
Tattica è un singolo del cantautore italiano Fulminacci, entrato in rotazione radiofonica il 28 maggio 2021 come quarto estratto dal secondo album in studio Tante care cose.

## Tracce
1. Tattica – 3:13

## Video musicale
Il videoclip del brano, scritto e diretto da Lorenzo Silvestri e Andrea Santaterra, è stato pubblicato contestualmente all'uscita del singolo attraverso il canale YouTube di Maciste Dischi.